# Saint-Étienne-la-Cigogne
Saint-Étienne-la-Cigogne è un comune francese di 132 abitanti situato nel dipartimento delle Deux-Sèvres nella regione della Nuova Aquitania.

## Società

### Evoluzione demografica
Abitanti censiti